# 苗栗縣議會
24°33′47″N 120°50′14″E / 24.5629532°N 120.8371604°E
苗栗縣議會是中華民國臺灣省苗栗縣的最高立法機關，位於苗栗縣苗栗市。目前為第20屆縣議會，自2022年12月25日就任，議長為中國國民黨籍但報備以無黨籍參選的李文斌，副議長為中國國民黨籍的張淑芬。

## 選區分佈與現任議員
苗栗縣議會共有38席議員，並劃分為8個選區，議員皆由公民直選。現為第20屆，任期為2022年12月25日至2026年12月24日止，現任議員可參見第20屆苗栗縣議員列表。

## 歷任正副議長
| 屆別     | 任期           | 任期           | 議長   | 副議長   | 備註             |
| 屆別     | 就任日期       | 卸任日期       | 姓名   | 姓名     | 備註             |
| -------- | -------------- | -------------- | ------ | -------- | ---------------- |
| 第一屆   | 1951年1月29日  | 1952年2月28日  | 陳愷悌 | 何允文   |                  |
| 第二屆   | 1952年3月1日   | 1955年2月28日  | 沈炳英 | 王天賜   |                  |
| 第三屆   | 1955年3月1日   | 1958年2月29日  | 黃文發 | 黃連風   |                  |
| 第四屆   | 1958年3月1日   | 1962年2月29日  | 魏綸洲 | 湯慶松   |                  |
| 第五屆   | 1962年3月1日   | 1966年2月29日  | 何允文 | 沈珮錄   |                  |
| 第六屆   | 1966年3月1日   | 1970年2月29日  | 沈珮錄 | 江基寶   |                  |
| 第七屆   | 1970年3月1日   | 1974年2月29日  | 陳國樑 | 羅黃小蘭 |                  |
| 第八屆   | 1974年3月1日   | 1978年2月29日  | 江基寶 | 巫綤旭   |                  |
| 第九屆   | 1978年3月1日   | 1982年2月29日  | 林火順 | 劉碧良   |                  |
| 第十屆   | 1982年3月1日   | 1986年2月29日  | 林田村 | 劉召福   |                  |
| 第十一屆 | 1986年3月1日   | 1990年2月29日  | 徐文治 | 何智輝   |                  |
| 第十二屆 | 1990年3月1日   | 1994年2月29日  | 胡振春 | 傅學鵬   |                  |
| 第十三屆 | 1994年3月1日   | 1998年2月29日  | 胡振春 | 劉雪梅   |                  |
| 第十四屆 | 1998年3月1日   | 2002年2月29日  | 陳添松 | 葉進南   |                  |
| 第十五屆 | 2002年3月1日   | 2006年2月29日  | 饒鴻奇 | 邱紹俊   |                  |
| 第十六屆 | 2006年3月1日   | 2010年2月29日  | 游忠鈿 | 陳明朝   |                  |
| 第十七屆 | 2010年3月1日   | 2014年12月24日 | 游忠鈿 | 陳明朝   |                  |
| 第十八屆 | 2014年12月25日 | 2018年9月8日   | 游忠鈿 | 陳明朝   | 議長病逝         |
| 第十八屆 | 2018年10月8日  | 2018年12月24日 | 陳明朝 | 鍾東錦   | 正副議長補選上任 |
| 第十九屆 | 2018年12月25日 | 2022年12月24日 | 鍾東錦 | 李文斌   |                  |
| 第二十屆 | 2022年12月25日 | 現任           | 李文斌 | 張淑芬   |                  |

## 註解
1. ↑  李榮華1981年12月28日補選為議長
2. ↑  郭風清1981年12月28日補選為副議長
3. ↑  謝桂麟1990年2月補選為副議長

## 外部連結
- 苗栗縣議會 （页面存档备份，存于）（中文）